# Eretmapodites tonsus
Eretmapodites tonsus är en tvåvingeart som beskrevs av Edwards 1941. Eretmapodites tonsus ingår i släktet Eretmapodites och familjen stickmyggor. Inga underarter finns listade i Catalogue of Life.